# Вёрман, Карл
Карл Вёрман (нем. Karl Woermann; 4 июля 1844, Гамбург, Германский союз — 4 февраля 1933, Дрезден) — германский искусствовед, директор Дрезденской картинной галереи; отец Эрнста Вёрмана.

## Биография
Карл Вёрман родился в Гамбурге в семье богатого судовладельца. Как старший сын, он был прямым наследником отца и должен был унаследовать его бизнес. Но он не проявлял никакого интереса к делам, его увлечением было искусство, и владельцем компании стал его младший брат — Адольф.
В возрасте 16 лет Карл стал студентом юридического факультета Гейдельбергского университета, который закончил в 1868 году с получением степени доктора права. Во время учёбы Карл Вёрман совершил путешествия по ряду стран Европы и Северной Америки и это укрепило его в решении заниматься искусством.
Во время своей адвокатской практики Карл Вёрман продолжил учёбу в Гейдельгергском университете по специальности история искусства и археология и в 1871 году получил вторую учёную степень доктора искусствоведения по тематике античного искусства.
В 1871 год — 1872 годах он вместе с искусствоведом Альфредом Вольтманом совершил путешествие по Франции, Италии и Малой Азии. Итогом этого путешествия стал их совместный труд «История живописи». В 1873 году он получил звание профессора Дюссельдорфской академии художеств.
В 1882 году Карл Вёрман был назначен директором Дрезденской картинной галереи. Во время работы директором музея Карл Вёрман подготовил и издал в 1887 году первый научный каталог Дрезденской галереи, начал активно пополнять коллекцию музея произведениями современных тогда художников, в частности Клода Моне и Карла Шпицвега. Впоследствии, Дрезденская галерея была разделена на два музея: Галерею старых мастеров и Галерею новых мастеров. Он также начал писать многотомный труд «История искусства всех времён и народов», который он начал с описания известных произведений первобытных людей, найденных при раскопках в местах их поселений. В 1880-90-е гг. был дружен с композитором Жаном Луи Никоде, который написал на слова Вёрмана одно из своих крупнейших сочинений, симфоническую поэму «Море».
После своего ухода с поста директора музея и до самой смерти Карл Вёрман продолжал писать книги по истории искусства. Скончался он 4 февраля 1933 года; был кремирован и похоронен на кладбище в дрезденском районе Толкевиц.